# Presa di Vĩnh Long
La presa di Vĩnh Long del 22 marzo 1862 fu l'ultima delle principali vittorie franco-spagnole della campagna di Cocincina (1858–1862). Questa campagna, combattuta tra francesi e spagnoli da una parte e i vietnamiti dall'altra, iniziò come una limitata spedizione punitiva e finì come una guerra coloniale di conquista francese. La guerra si concluse con l'istituzione della colonia francese di Cocincina, e diede inizio a quasi un secolo di dominio coloniale francese in Vietnam.

## Contesto
La campagna di Vĩnh Long fu intrapresa da francesi e spagnoli come rappresaglia per gli attacchi della guerriglia vietnamita che nel febbraio e nel marzo 1862 avevano attaccato le truppe e le cannoniere francesi nelle vicinanze di Mỹ Tho. Le colonne francesi in marcia furono colpite da cecchini e il 10 marzo 1862 una cannoniera francese (la n. 25), che trasportava una compagnia di soldati, saltò in aria poco dopo aver lasciato Mỹ Tho. Cinquantadue uomini restarono uccisi o feriti in questo scontro, e una commissione d'inchiesta stabilì che l'esplosione era dovuta a un sabotaggio.
Convinto che i mandarini della provincia di Vĩnh Long fossero responsabili di questi attacchi, il contrammiraglio Louis Adolphe Bonard, comandante in capo francese, decise di catturare la città di Vĩnh Long. La spedizione era costituita da una flottiglia di navi portadispacci e di cannoniere e da una forza da sbarco congiunta franco-spagnola. Il 20 marzo 1862 la spedizione giunse davanti alla fortezza di Vĩnh Long con le navi portadispacci Ondine (la nave ammiraglia) e Shamrock, le cannoniere Dragonne e Fusée e sette piccole cannoniere. La forza di sbarco, imbarcata a bordo delle cannoniere, contava 700 soldati francesi e 300 soldati spagnoli, agli ordini del tenente colonnello Reboul della fanteria di marina. Le truppe furono sbarcate a Dinh Kao, a sud-est della fortezza.

## La battaglia

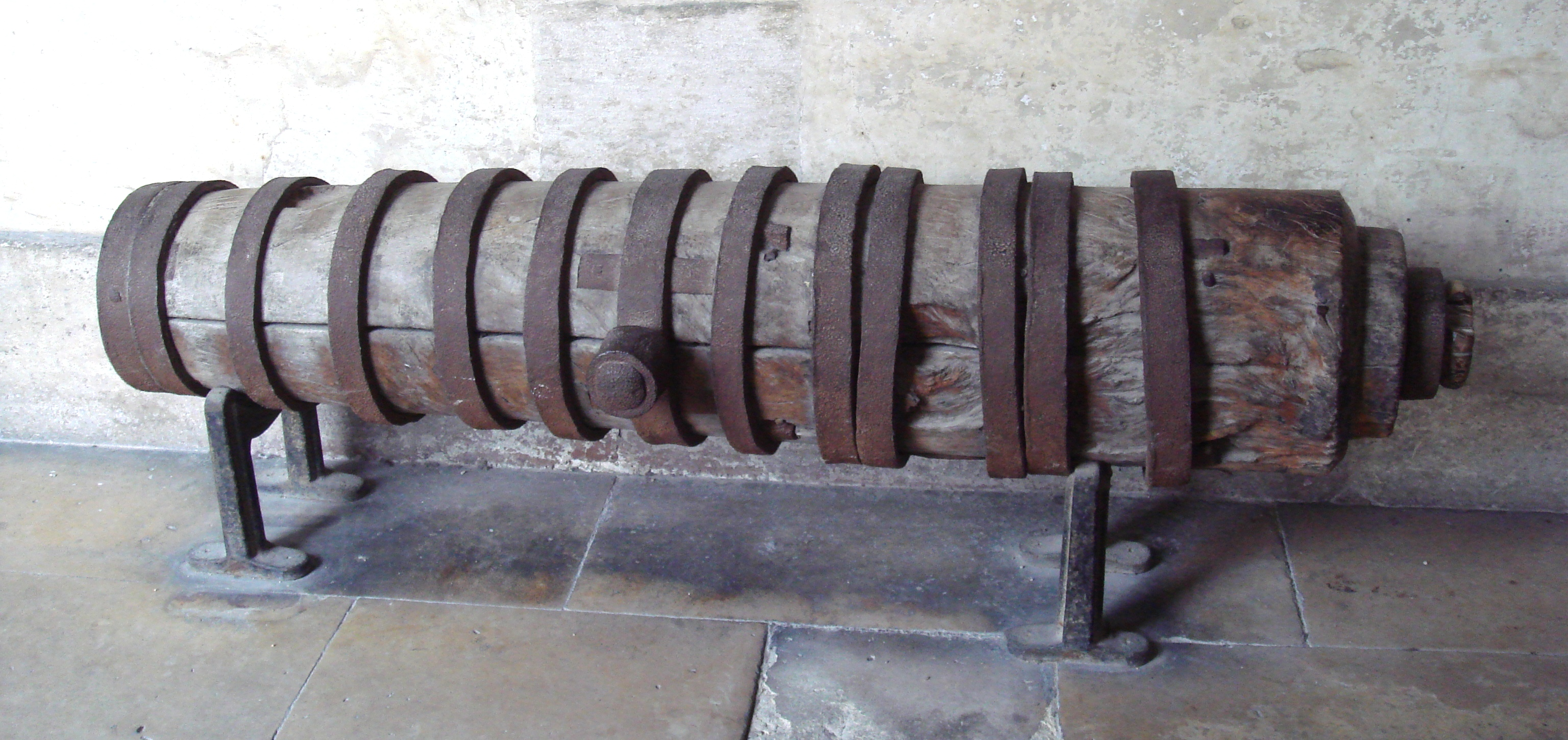
Cannone di legno vietnamita rinvenuto dalle truppe franco-spagnole nella cittadella di Vĩnh Long. Calibro: 97 mm. Lunghezza: 1.90 m. Musée de l'Armée, Parigi

Il seguente resoconto dell'attacco delle truppe francesi e spagnole di Reboul a Vĩnh Long fu dato dal colonnello Thomazi, lo storico della conquista francese dell'Indocina:
I difensori vietnamiti di Vĩnh Long ripiegarono su un terrapieno fortificato a Mỹ Cui, 20 km a ovest di Mỹ Tho. Bonard inviò due colonne comandate dal capitano di vascello Desvaux e del colonnello Palanca y Gutierrez per catturare My Cui. La colonna di Desvaux, composta da due compagnie di turcos e da un distaccamento tratto dalla guarnigione di Vĩnh Long, partì da Vĩnh Long e si avvicinò a Mỹ Cui via Cai Lậy. La colonna di Palanca y Gutierrez, che consisteva di 200 soldati spagnoli, una compagnia di turcos e una sezione di artiglieria, marciò direttamente su Mỹ Cui da Vĩnh Long. Le due colonne attaccarono simultaneamente Mỹ Cui e la catturarono. Il tenente di vascello Vergnes, che stava sorvegliando i torrenti intorno a Mỹ Tho con un distaccamento di fucilieri di marina, intercettò le truppe vietnamite in ritirata, infliggendo loro un'ulteriore sconfitta. Le perdite vietnamite furono pesanti e gli alleati catturarono un gran numero di armi

## Conseguenze
Sulla scia delle precedenti vittorie alleate a Mỹ Tho e a Biên Hòa, la presa di Vĩnh Long scoraggiò la corte di Huế, e nell'aprile 1862 l'imperatore vietnamita Tự Đức fece sapere di essere disposto a firmare la pace (trattato di Saigon).